# ワイエルシュトラスのM判定法
数学におけるワイエルシュトラスのM判定法（わいえるしゅとらすのえむはんていほう、英: Weierstrass M-test）とは、無限級数に対する比較判定法に類似した判定法で、実数あるいは複素数に値をとる関数を項とする級数に適用する方法である。
{fn} を集合 A 上で定義された実数値ないし複素数値関数列とする。ある正数 Mn が存在して、任意の n ≥ 1 と任意の x ∈ Aに対して
|fn(x)| ≤ Mn
が成り立ち、また級数
{\displaystyle \sum _{n=1}^{\infty }M_{n}}
が収束するとすると、級数
{\displaystyle \sum _{n=1}^{\infty }f_{n}(x)}
は A 上一様収束する。
ワイエルシュトラスのM判定法のより一般の場合として、関数 {fn} の終域が一般のバナッハ空間である場合を考えることができる。その場合はステートメントの
|fn| ≤ Mn
の部分を
||fn|| ≤ Mn
と置き換えればよい。ここで ||·|| はバナッハ空間のノルムである。このバナッハ空間における判定法の用例はen:Fréchet derivativeを参照。